# NewtonScript
NewtonScript ist eine prototypenbasierte Programmiersprache für die Programmentwicklung auf der Newton-Plattform. Sie wurde sehr stark von Self beeinflusst, aber für die Verwendung auf mobilen Geräten angepasst.
```
func()
begin
  AlarmUser("Wikipedia", "Hello, World!");
end
```